# Phreatophasma
Phreatophasma aenigmaticum
Genre
Espèce
Phreatophasma est un genre éteint de synapside Caseidae ayant vécu au début du Permien moyen (Roadien inférieur) dans ce qui est aujourd’hui l’est de la Russie européenne. Il ne comporte qu'une seule espèce, Phreatophasma aenigmaticum, qui n'est elle-même connue que par un unique fémur découvert dans une mine de cuivre près de la ville de Belebeï en Bachkirie. En raison de la nature très incomplète de ce taxon la classification de Phreatophasma au sein des tétrapodes est longtemps restée incertaine. Il fut successivement considéré comme un synapside thérapside, un synapside Caseidae, et un amphibien seymouriamorphe. Une étude publiée en 2017 et intégrant les connaissances à jour sur l’anatomie des synapsides a identifiée Phreatophasma comme un caséidé basal. Il est le deuxième caséidé de la région paléo-tempérée de Russie, et il n’est pas étroitement apparenté au premier (Ennatosaurus tecton), impliquant au moins deux événements distincts de dispersion depuis les latitudes paléoéquatoriales (où vivaient la majorité des caséidés) vers les latitudes tempérées. Cela implique également qu’un certain nombre de caractéristiques plésiomorphes des caséidés, y compris une petite taille corporelle et un fémur relativement long, ont été conservées jusqu’au Permien moyen, une époque où les caséidés étaient principalement représentés par de grands taxons herbivores.

## Description
Le seul fossile de Phreatophasma est un fémur droit isolé qui a par la suite été perdu. Seul un moulage est aujourd’hui disponible pour étude. Ce fémur est très petit avec une longueur de 6,2 cm. La surface ventrale de la diaphyse est fortement altérée, mais les extrémités proximales et distales sont mieux conservées. La diaphyse fémorale est droite, mais en vue antérieure son extrémité proximale se courbe dorsalement. Le monticule rugueux présent sur la surface dorsale du fémur de nombreux synapsides pélycosauriens est bas et lisse chez Phreatophasma. La fosse intertrochantérienne est profonde et proximo-distalement longue. Elle ne semble pas être entourée distalement par une crête longitudinale, une morphologie que l’on retrouve chez la plupart des caséidés et aussi chez Dimetrodon. Malheureusement, en raison de la surface altérée, la morphologie du quatrième trochanter ne peut pas être déterminée, bien que ce qui est conservé semble être grand et proéminent. De même, la proéminence et l’étendue de la crête de l’adducteur ne peuvent être confirmées, bien que l’extrémité distale du fémur soit suffisamment bien conservée pour montrer qu’elle n’a pas atteint une grande expansion distale. La diaphyse du fémur est relativement courte et robuste, semblable en proportion à Cotylorhynchus. Les condyles distaux sont distincts et largement espacés et ne montrent presque aucune différence dans leur étendue distale, contrairement aux caséidés plus dérivés où le condyle postérieur s’étend considérablement plus distalement. Le condyle postérieur est très massif, similaire en proportion à la plupart des caséidés. Le condyle antérieur est dorso-ventralement plus élancé mais ne présente pas la compression extrême observée chez les Edaphosauridae et les caséidés dérivés. En résumé, le fémur de Phreatophasma diffère de celui des autres caséidés par l’absence d’un monticule rugueux proéminent sur sa face dorsale, et par ses deux condyles distaux présentant une extension distale presque identique (au lieu d’avoir un des deux condyles s’étendant plus loin que l’autre).

## Répartition géographique et stratigraphique
Le fémur de Phreatophasma fut découvert dans la mine de cuivre de Santagulov située sur les berges de la rivière Dema, dans la République du Bachkortostan (ou Bachkirie), dans le sud-est de la Russie européenne. Dans cette localité les fossiles sont conservés dans un calcaire cuprifère à brachiopodes et bryozoaires déposé dans une mer peu profonde, la mer Kazanienne. Les ossements de vertébrés terrestres provenant de ce site correspondent à des os isolés transportés du continent jusqu’à la mer par des rivières. La mine de Santagulov appartient à un ensemble de sites fossilifères formés dans des environnements marins, laguno-côtiers, et deltaïques, constituant l’assemblage de Golyusherma. Les couches géologiques livrant la faune de Golyusherma appartiennent au Kazanien inférieur de l’échelle stratigraphique Russe qui a été corrélée avec le Roadien inférieur (= base du Permien moyen, il y a environ 270 millions d‘années) de l’échelle stratigraphique internationale,,.

## Taxonomie
Le paléontologue soviétique Ivan Efremov, qui nomma Phreatophasma en 1954, l’a interprété comme un synapside « théromorphe » énigmatique (d'où son nom d'espèce aenigmaticum) qu’il plaça avec deux autres genres mal connus, Phreatosuchus et Phreatosaurus, dans la famille des Phreatosuchidae. Ces derniers sont aujourd’hui considérés comme des thérapsides. Phreatophasma a ensuite été décrit comme un thérapside incertae sedis par l'Américain Alfred Romer en 1956. Au cours des années 1960, Everett C. Olson l’a identifié comme un synapside plus basal et l’a attribué avec quelques réserves à la famille des Caseidae,. Le classement d'Olson fut suivi avec la même réserve par le Canadien Robert Reisz (en) en 1986 et par l'Américain Robert L. Carroll en 1988. Par la suite, Ivachnenko et des collègues l’ont exclu des Caseidae et l’ont considéré comme appartenant à une famille indéterminée. Une classification suivie par Maddin et des collègues. En 2000, une brève note de V.K. Golubev a mis en doute les affinités de Phreatophasma avec les caséidés et a suggérée qu’il pourrait s’agir d'un parareptile Kotlassiidae Leptorophinae (les kotlassides sont considérés aujourd'hui comme des seymouriamorphes et non comme des parareptiles), bien qu’aucune discussion sur les caractères morphologiques spécifiques n’ait été fournie,. En 2017, le réexamen et l’analyse phylogénétique du spécimen par Neil Brocklehurst et Jörg Fröbisch a rejeté les affinités thérapsides et seymouriamorphes de Phreatophasma. Ce dernier est classé parmi les caséidés sur la base de la présence d’une fosse intertrochantérienne profonde, des condyles distaux largement espacés, une diaphyse fémorale courte et robuste, et l’absence d’une crête longitudinale entourant la marge postérieure de la fosse intertrochantérienne.

## Phylogénie
Plusieurs analyses phylogénétiques réalisées par Brocklehurst et Fröbisch ont récupéré Phreatophasma comme un caséidé basal. Phreatophasma est plus basal que l’autre caséidé de Russie, Ennatosaurus, et n’est pas apparenté à ce dernier. Ceci indique qu’il y a eu au moins deux événements de dispersion des caséidés depuis les latitudes paléoéquatoriales euraméricaines (partie sud-centrale des États-Unis, centre et sud de l’Europe) vers les latitudes paléotempérées de Russie. Ceci, combiné au fait que les caséidés européens sont largement dispersés à travers l’arbre phylogénétique et ne forment pas un seul groupe d’espèces étroitement liées, implique une dispersion relativement libre entre les différents environnements. Bien que Phreatophasma soit d’âge Roadien, sa position basale dans la phylogénie implique une lignée fantôme remontant au moins aussi loin que le début de l’Artinskien, et peut-être même plus tôt selon sa position précise. La position d’Ennatosaurus implique également une lignée fantôme remontant au début du Permien, mais pas aussi loin. L’absence en Russie de gisements de vertébrés terrestres antérieurs au Kungurien ne permet pas de connaitre le moment précis de l’arrivé des caséidés dans cette région du monde.
La position phylogénétique de Phreatophasma implique également la survie d’une gamme plus large de caséidés dans le Permien moyen qu’on ne le pensait auparavant. Les données paléontologiques indiquaient jusqu'ici que les caséidés qui traversaient la limite Kungurien-Roadien étaient tous de grands herbivores dérivés. Cependant, Phreatophasma démontre que de petits caséidés basaux ont également pu survivre jusqu’au Permien moyen. Les taxons les plus proches de Phreatophasma, tels que Datheosaurus et Oromycter, semblent avoir été des omnivores ou des carnivores de taille moyenne plutôt que des herbivores. Il est possible que Phreatophasma ait eu un régime alimentaire similaire, ce qui augmenterait la diversité écologique des caséidés du Permien moyen.